# Ciriaca di Roma
Ciriaca (... – Roma, III secolo) è stata, secondo la tradizione, una cristiana che subì il martirio al tempo di Decio ed è commemorata il 21 agosto nel Martirologio Romano, inserita da Cesare Baronio sull'autorità di una passio perduta.

## Agiografia e culto
Secondo una favolosa passio, che si conservava nella Biblioteca Vallicelliana, Ciriaca era una nobile romana la quale, rimasta vedova dopo undici anni di matrimonio, mise se stessa e i suoi beni a disposizione dei cristiani che, durante la persecuzione, si riunivano nella sua casa, sita sul Celio, per celebrarvi i divini misteri. Conobbe anche Lorenzo che la guarì da un mal di capo; dopo la morte del santo, al tempo della persecuzione di Decio, fu arrestata e sottoposta a terribili tormenti durante i quali morì, il 23 agosto.
Il suo corpo fu sepolto nell'«agro Verano», non lungi da quello di san Lorenzo, in un suo podere. Così Ciriaca entrò nell'agiografia di Lorenzo essendo, naturalmente, anch'essa elevata alla dignità di martire.
Secondo un'iscrizione conservata in San Martino ai Monti, il papa Sergio II nel IX secolo aveva trasportato il suo corpo in quella chiesa donde, più tardi, sarebbe stato ancora trasferito in quella di Santa Maria in Campitelli.
(Martirologio Romano)